# Uffkirche

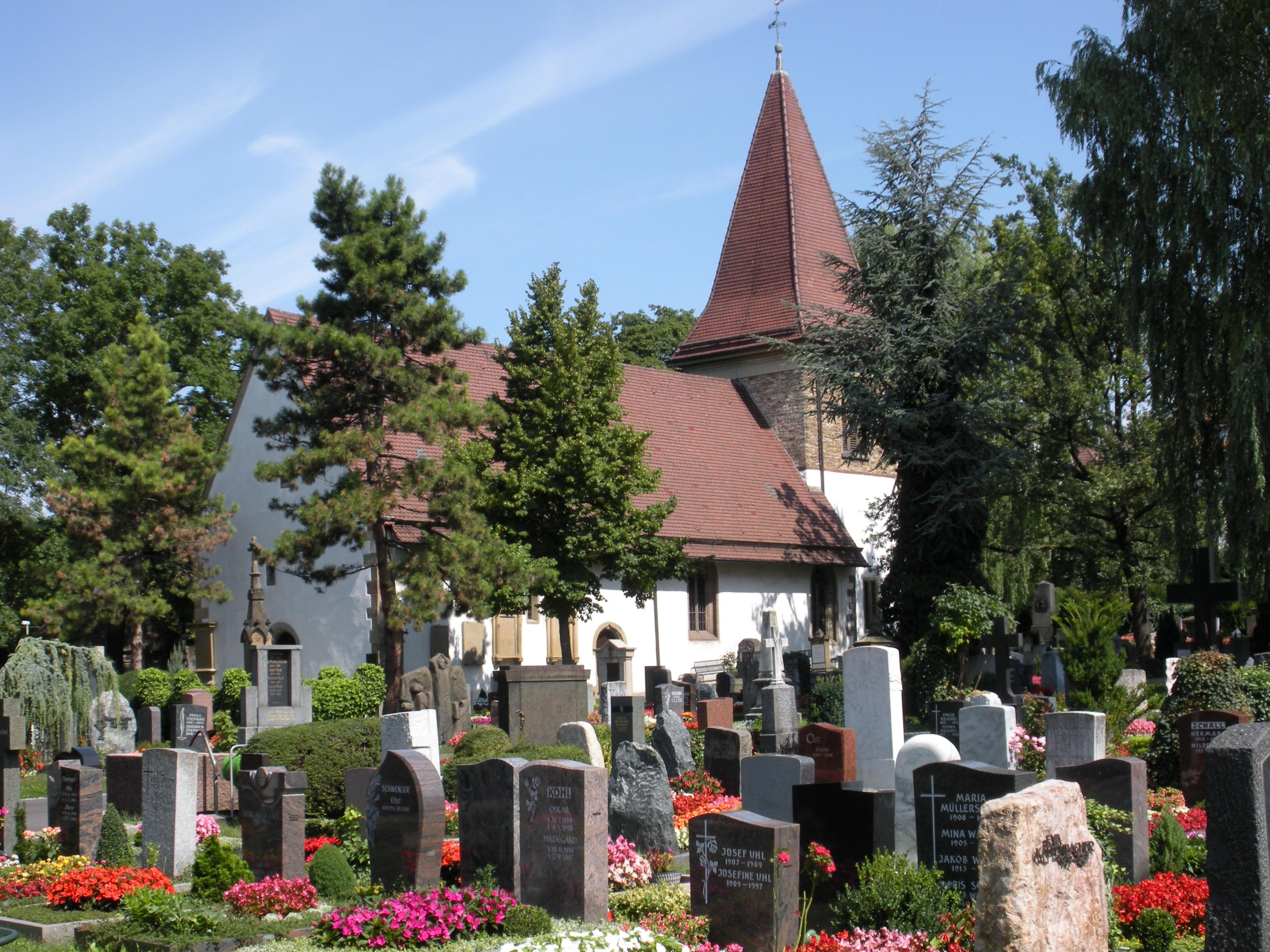
Uffkirche in Bad Cannstatt

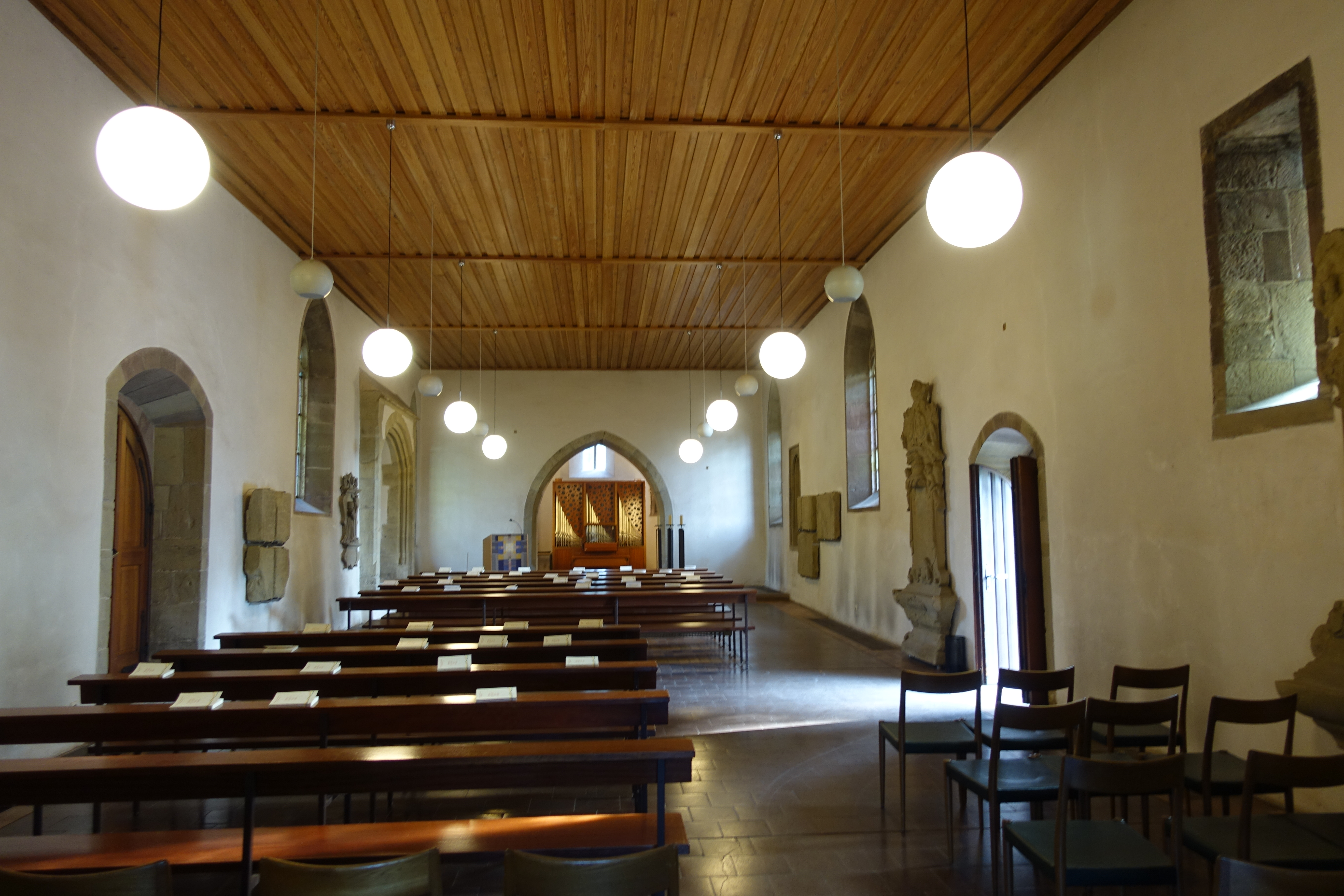
Innenansicht

Die Uffkirche, ehemals Zu unseren lieben Frauen, heute die Friedhofskapelle des Uff-Kirchhofs, ist ein geschütztes Kulturdenkmal nach dem Denkmalschutzgesetz in Bad Cannstatt, einem Stadtbezirk der Landeshauptstadt Stuttgart von Baden-Württemberg. Sie gehört zur Evangelischen Landeskirche in Württemberg. Ihr Name verweist auf den untergegangenen Ort Uffkirchen, zu der auch die Burg Uffkirchen gehörte.

## Beschreibung
Die Saalkirche wurde 1494 gebaut, wobei der romanische und frühgotische Kern einer Vorgängerkirche einbezogen wurde. Sie besteht aus dem mit einem Satteldach bedeckten Langhaus und einem Chorturm im Osten, der 1881–82 durch einen Anbau erweitert wurde und der mit einem spitzen Pyramidendach bedeckt ist. Außen befinden sich Epitaphien aus der Zeit der Gotik, der Renaissance und des Barock. 
Im Innenraum sind Grabmäler aus dem 18. Jahrhundert untergebracht.